# Incydent (hongkoński film 2009)
Incydent (chiń.: 新宿事件; jyutping: San1 Suk1 Si6 Gin2; pinyin: Xīnsù Shìjiàn) – hongkoński dramat filmowy z 2009 roku, w reżyserii Dereka Yee, który wraz z Chun Tin Namem napisał scenariusz do filmu. Premiera odbyła się 22 marca 2009 roku podczas Międzynarodowego Festiwalu Filmowego w Hongkongu.
Film zdobył nagrodę Hong Kong Film Critics Society Award, a jego obsada była nominowana do Hong Kong Film Award oraz Hong Kong Film Critics Society Award, łącznie w sześciu kategoriach.

## Fabuła
Akcja filmu została osadzona w Japonii w roku 1990. Chińscy emigranci wiodą szare życie w Tokio. Japończycy nie chcą ich zaakceptować, a nagabywani przez yakuzę żyją w strachu przed zdemaskowaniem i deportacją.
Pochodzący z Heilongjiang mechanik naprawiający traktory Nick „Stalowy” (Jackie Chan), odbywa niebezpieczną podróż do Tokio po utracie kontaktu ze swoją dziewczyną Xiu Xiu (Xu Jinglei), która wyjechała miesiąc wcześniej z nadzieją na lepsze życie, aby studiować. Jego pobyt na terenie Japonii jest nielegalny. Współpracuje ze swoim bratem Ah Jie (Daniel Wu), który spędził już miesiące, ucząc się życia na ulicach tokijskiej dzielnicy Shinjuku.
Żyjąc w ukryciu wystarczająco długo, aby odnaleźć Xiu Xiu, Nick orientuje się, że imigranci muszą się zjednoczyć, aby żyć bez obaw i ucisku ze strony japońskiego podziemia i chińskich triad, rosnących w siłę. Mechanik przeczuwa, że tylko on może zrealizować cel. Życie komplikuje się ze względu na inspektora Kitano (Naoto Takenaka), który chce zlikwidować przestępczość w Japonii.
Poszukując godnego życia, odnajduje swoją rolę w jednej z grup yakuzy, przeciwko której walczył. Odkrywa także, że Xiu Xiu przyjęła japońską tożsamość Yuko Eguchi i wyszła za mąż za Toshinariego Eguchi (Masaya Katō).
„Stalowy” zyskuje szacunek ze strony swoich przyjaciół poprzez utworzenie dla nich bazy oraz sprzymierza się z Toshinarim. Za pomoc w pozbyciu się konkurenta Eguchiego, otrzymuje kontrolę nad nocnymi klubami w Shinjuku. Nick zapewnia pracę wszystkim swoim przyjaciołom i jest gotów, aby pomyśleć nad obraniem nowej drogi życia. Wycofuje się z gangsterskiego życia, poznaje nową miłość o imieniu Lily (Fan Bingbing) i dostaje szansę na rozpoczęcie działalności gospodarczej, którą jest naprawa traktorów poza Tokio. Otrzymuje także prawo legalnego pobytu w Japonii. Jego spokój zostaje zakłócony, gdy inspektor informuje go, że jego dawni przyjaciele są wykorzystywani przez Toshinariego do narkotykowej działalności yakuzy.
Mechanik wraz z Kitano próbują przekonać swoich przyjaciół, aby rozpoczęli nowe życie. Jego dobre intencje zostają źle zrozumiane i czuje się on zagrożony przez dawnych sprzymierzeńców. Stalowy czuje się odpowiedzialny za zaistniałą sytuację oraz czuje, że musi doprowadzić do upadku działalności Eguchiego. Musi robić to, co jest słuszne, choć wie, że będzie to także oznaczać zniszczenie szczęścia Yuko.

## Bohaterowie
Źródło: Oficjalna strona filmu
Nick „Stalowy” jest pochodzącym z Heilongjiang uczciwym, ciężko pracującym mechanikiem naprawiającym traktory. Po utracie kontaktu ze swoją dziewczyną Xiu Xiu, przy pomocy Ah Jie, przedostaje się nielegalnie do Japonii. Po osiedleniu się, Nick odkrywa, że jego dziewczyna poślubiła Toshinariego Eguchiego, lidera yakuzy. W celu uzyskania legalnego pobytu i rozpoczęcia nowego życia podejmuje pracę dla Eguchiego. Zdrada Jie przynosi mu nowe problemy.
Inspektor Kitano z pomocą „Stalowego” jest w stanie rozwiązać sprawę narkotykową z udziałem yakuzy.
Nieśmiały Ah Jie jest kolegą „Stalowego” z tej samej wioski. Nielegalnie zamieszkał w Japonii. Pomagając przyjacielowi, dokonuje oszustwa w grach automatowych pachinko, za co zostaje pobity i okaleczony. Nie mogąc pogodzić się z tym stanem, przechodzi poważne zmiany wewnętrzne. Zaczyna sprzedawać narkotyki dla yakuzy, a uzależnienie od narkotyków przyczynia się do jego upadku.
Xiu Xiu jest dziewczyną „Stalowego” z Chin. Wyjechała do Japonii, aby studiować. Poznaje i żeni się z Eguchim, ma z nim córkę, przyjęła także japońską tożsamość Yuko Eguchi. Kiedy znów widzi „Stalowego”, martwi się o swoje przetrwanie.
Toshinari Eguchi jest ambitnym, „młodym Turkiem”, który jest zastępcą przywódcy Sanwa-kai, frakcji yakuzy. Jest uwikłany w wewnętrzne starcie szefów gangu. Korzysta na tym wraz z Nickiem, aby pomóc mu osiągnąć jego cele. Po zamordowaniu lidera yakuzy Muranishiego Hisaishi, przejmuje on kontrolę. Podobnie jak „Stalowy”, kocha Xiu Xiu i został zdradzony przez bliskiego znajomego.
Lily jest mama-san w lokalnym klubie nocnym. Poznaje „Stalowego”, gdy ten ratuje ją i klienta podczas napadu. Zostają przyjaciółmi, a następnie kochankami.

## Obsada
Źródło: Filmweb, napisy końcowe filmu

### Role pierwszoplanowe
- Jackie Chan – Nick[6] „Stalowy”[4]
- Naoto Takenaka – inspektor Kitano
- Daniel Wu – Ah Jie[8]
- Xu Jinglei – Xiu Xiu/Yuko Eguchi[12]
- Masaya Katō – Toshinari Eguchi, szef miejscowej yakuzy
- Tōru Minegishi – Koichi Muranishi[12]
- Jack Kao – Gao Jie
- Kenya Sawada – Nakajima
- Hiroyuki Nagato – Hara Ooda
- Yasuaki Kurata – Taro Watagawa
- Fan Bingbing – Lily
- Paul Chun – wujek De
- Lam Suet – stary duch
- Chin Ka-lok – Hongkie

### Role drugoplanowe
- Ken Lo – mały Tai
- Teddy Lin – Tai Bao[12]
- Wong Wai-Fai[12]
- Chan Ga-Leung[12]
- Lesley Chiang[12]
- Hiro Hayama
- Kathy Yuen[12]
- Gladys Fung[12]

### Niewymienieni
- Cheung Bing-Chuen[12]
- Ryōka Ihara – Ayako Eguchi[12]
- Chi Ming Lau[12]
- Randy Muscles – Gaijin

## Twórcy
Źródło: Napisy końcowe filmu

- Reżyseria – Derek Yee[13]
- Scenariusz – Derek Yee, Chun Tin Nam[13]
- Kompozytor – Peter Kam
- Produkcja – Willie Chan[13], Solon So
- Producent wykonawczy – Jackie Chan[12], Albert Yeung[13]
- Asystent producenta – Henry Fong, Shirley Kao[13]
- Zdjęcia – Nobuyasu Kita[13]
- Operator kamery B/Operator steadicamu – Shinichi Chiba
- Operator kamery C – Jun Fukumoto
- Główny oświetleniowiec – Yoshimi Watabe[12]
- Reżyser scen akcji – Chin Ka-lok[12]
- Scenograf – Oliver Wong[13]
- Współpracownik dyrektora artystycznego – Hideo Gunji, Hidefumi Hanatani
- Dekorator wnętrz – Tatsuo Ozeki
- Kostiumograf – Castillo Angelo Bernardo, Satoe Araki[13]
- Realizator dźwięku w plenerze – Kenichi Fujimoto
- Montaż – Kwong Chi-leung, Cheung Ka-fai, Tang Man To[13]
- Asystent reżysera – Dickson Leung Kwok Fai, Takuma Yoshimi, Masashige Nakanishi, Shingo Seto, Bunsei Maruyama, Albert Kai-kwong Mak
- Asystent producenta (Japonia) – Norihisa Harada
- Producent liniowy – Jamie Luk[12], Shinya Himeda
- Asystent scenarzysty – Liu Yung Ping
- Kierownik produkcji – Purcy Cheung Pui Sze
- Reżyser scen kręconych w Japonii – Tomoko Katahara
- Efekty dźwiękowe – Kantana Animation
- Inżynier efektów dźwiękowych – Nopawat Likitwong[12]
- Montaż dźwięku/Nagrywanie efektów dźwiękowych – Watanadech Samanchat
- Montaż efektów dźwiękowych – Chalida Buranabunput

## Historia
Hongkoński reżyser Derek Yee po raz pierwszy natknął się na historię chińskich emigrantów w Japonii w 1997 lub 1998 roku, czytając raport regionalnego czasopisma. Yee stwierdził, że niewiele wiadomo o społecznościach stworzonych przez chińską diasporę, rozrastających się w Japonii, gdyż były one nielegalne i ukrywały się. Yee chciał przedstawić chiński punkt widzenia życia w tych społecznościach. Film przedstawia wynik badań poczynionych przez Yee. W scenariuszu chciał zawrzeć problemy zmienności ludzkiej natury na przestrzeni lat. Chińczycy, podobnie jak inni emigranci, zawsze przenosili się do miejsc, gdzie były pieniądze i rozwijała się gospodarka. Osiedlone i uciśnione społeczności emigrantów, jednoczą się i ewoluują w organizacje.

## Produkcja

### Przygotowania i zdjęcia
Film był planowany przez prawie dziesięć lat. Scenariusz został napisany przez Dereka Yee oraz Chun Tin Nama. Kręcenie miało się rozpocząć w maju 2006 roku, jednak zostało opóźnione ze względu na to, że Jackie Chan był zajęty kręceniem Godzin szczytu 3, a ponieważ Yee uważał, że Chan jest odpowiednim aktorem do tej roli zdecydował się poczekać. W lipcu 2007 roku ogłoszono, że kręcenie filmu zostało zaplanowane na listopad. Wtedy też ujawniono zaangażowanie aktora Jackiego Chana, oraz że jego firma produkcyjna JCE Movies Limited zainwestowała w film. 26 września ogłoszono, że kręcenie Incydentu rozpocznie się w Japonii w ciągu kilku tygodni.
Przed rozpoczęciem kręcenia Chan udał się do Shinjuku, aby zapoznać się z miejscem. Dodatkowo wymagana była zgoda lokalnych triad, aby można było rozpocząć kręcenie. Film był kręcony w listopadzie w dzielnicy Shinjuku oraz innych miejscach Tokio, a także w Chińskiej Republice Ludowej. Na potrzeby jednej ze scen, w górach ekipa filmowa stworzyła wysypisko śmieci, składające się z 2000 worków. Daniel Wu stwierdził, że dzięki panującym na wysypisku warunkom poczuł, na czym polega praca kulisa. Do nakręcenia filmu użyto kamery Arricam oraz taśmy filmowej 35 mm. Zdjęcia wykonał Nobuyasu Kita, scenografię Oliver Wong, a Castillo Angelo Bernardo i Satoe Araki przygotowali kostiumy. Długość filmu wyniosła 114 minut.
W 2008 roku trwała postprodukcja filmu. W czerwcu Jackie Chan ogłosił, że kręcił kilka scen zakulisowych do filmu, a miesiąc później ogłosił, że nagrywał dubbing. Film został zmontowany przez Kwong Chi-leunga, Cheung Ka-faia i Tang Man To. Ścieżkę dźwiękową skomponował Peter Kam, a utwór „Let’s Go” został wykonany przez zespół Crudo. Budżet filmu wyniósł 25 000 000 dolarów amerykańskich.

### Opinie
Derek Yee stwierdził, że widzowie zapamiętają różne rzeczy z postaci Jackiego Chana, a całe osobiste doświadczenia ekipy filmowej znajdą jedno lub dwa odniesienia w historii opowiedzianej w filmie.
Chan wyraził podziw dla japońskiej części ekipy filmowej, według niego praca ekipy była zdecydowana i pomocna. Podobała mu się też towarzysząca pracom dyscyplina. Chan po raz pierwszy zmienił swój wizerunek w filmie od początku swojej kariery. Pierwszy raz zagrał rolę czarnego charakteru, zabił, zagrał w scenie erotycznej oraz umarł, zagrał w filmie sklasyfikowanym z oceną 2B w systemie oceniania filmów. Stwierdził, że nie pozwolono by mu zagrać takiej roli w amerykańskim filmie. Chan nie był pewien czy widzowie zaakceptują jego zmianę. Chan po premierze powiedział, że podczas promowania swoich wcześniejszych filmów w miastach ludzie mówili mu, że zabrali ze sobą całe swoje rodziny, aby zobaczyć jego film. Przy promowaniu Incydentu Chan czuł się niezręcznie, gdy pytał o wiek dzieci, gdy te wyglądały na osoby małoletnie.
Daniel Wu otrzymał od Yee swobodę w kształtowaniu swojej postaci. Aby tego dokonać starał się poznać japońską kulturę. Gdy po raz pierwszy spotkał się z projektem odtwarzanej postaci, stwierdził, że była ona zbyt przesadzona, ale po przyjeździe do Japonii uznał, że jest ona normalna. Wu stwierdził, że na planie filmowym panowała spokojna atmosfera.

## Premiera i wydanie
Pomimo podjętych starań, Derek Yee zdecydował się nie pokazywać filmu w Chińskiej Republice Ludowej, ze względu na sceny przemocy. Yee stwierdził, że można było ograniczyć sceny przemocy tak, aby film przeszedł przez chińską cenzurę, ale producenci po obejrzeniu poprawionej wersji stwierdzili, że była ona niekompletna. Jackie Chan zgodził się z tą decyzją. W Hongkongu film otrzymał kategorię III w systemie oceniania filmów. Twórcy zdecydowali się edytować kilka scen z ujęć z różnych kamer, aby film otrzymał kategorię IIB.
Premiera filmu pierwotnie zaplanowana na 25 września 2008 roku została opóźniona ze względu na opór rządu ChRL. Ostatecznie premiera odbyła się 22 marca 2009 roku podczas Międzynarodowego Festiwalu Filmowego w Hongkongu. 31 marca Chan zakończył promowanie filmu w Azji Południowo-Wschodniej. 10 lipca film został wydany na DVD, VCD i Blu-ray przez Joy Sales. Tego samego dnia została wydana także specjalna edycja filmu w nakładzie ograniczonym do 3000 egzemplarzy. 5 listopada Incydent został wyświetlony podczas Międzynarodowego Festiwalu Filmowego w Monachium.

## Odbiór

### Krytyka
Russell Edwards z tygodnika „Variety” stwierdził, że film jest nową granicą dramatu dla Jackiego Chana, który wypadł bardzo dobrze. Uznał także, że scena, w której Chan odwiedza prostytutkę o złotym sercu, jest prawdopodobnie bardziej problematyczna dla jego fanów niż jakakolwiek potworna przemoc. Zaimponowała mu zdolność Daniela Wu do kierowania losami jego postaci. Uznał, że Naoto Takenaka jest idealny w roli policjanta, który staje się dłużnikiem „Stalowego”, a rola prostytutki grana przez Fan Bingbing jest tak nieznacząca, że powinna zostać usunięta na etapie pisania scenariusza. Stwierdził także, że Derek Yee skoncentrował się na poszczególnych scenach, nie zapewniając spójności scenariusza. Ścieżka dźwiękowa skomponowana przez Petera Kama jest nachalna.
Edmund Lee z tygodnika „Time Out Hong Hong” stwierdził, że Incydent pokazuje poziom chropowatości rzadko występujący w coraz to bardziej moralizatorskiej kinematografii Hongkongu. Uznał, że film szokuje nagłymi wybuchami przemocy, a tragicznym postaciom towarzyszy uczucie strachu i desperacji.
Brian Miller z tygodnika „The Village Voice” określił rolę Chana jako bierną. Stwierdził, że zabójstwa i bijatyki między rywalizującymi frakcjami japońskich i chińskich gangów są spazmatyczne i niesforne, a rozwój i upadek gangstera jest bez uroku. Uznał również, że zrezygnowano z efektownych scen na rzecz staromodnego moralizmu.
Irfan Shariff z gazety „Northwest Asian Weekly” stwierdził, że Chan udowodnił, że ma swoją ciemną stronę, a film jest dobrym badaniem zderzenia kultur i mentalności motłochu.
Aaron Wee z tygodnika „PopMatters” stwierdził, że film pomimo obiecującego początku ciężko nazwać triumfem oraz że Chanowi ledwo udało się „wyplątać” ze swojej roli. Takenakę uznał za raczej nijakiego oraz stwierdził, że było ogromnie zabawne zobaczyć zmarnowanego Daniela Wu jako cel gniewu i nieszczęśliwego nędznika.
Ho Yi z gazety „Taipei Times” uznał, że każdy segment wielkogabarytowej narracji filmu jest silny i trzymający w napięciu, jednak brakuje mu spójności. Stwierdził, że niektórzy z bohaterów filmu zostali przedstawieni w sposób zbyt karykaturalny.
Stephen Whitty z portalu NJ.com stwierdził, że opowieść filmu ze zmianami lojalności, utraconą miłością, poczuciem fatalizmu wyglądają prawie jak wykonane dla Johna Woo. Uznał, że sceny, których akcja rozgrywa się w nocy są nie tylko ponure, ale też ciemne, a kulminacyjna bitwa została zmontowana w omamiający sposób.

### Dochód
Do szóstego grudnia 2009 roku film zarobił 3 658 754 dolary amerykańskie w dziewięciu państwach Azji. W Hongkongu do trzeciego maja 2009 roku film zarobił 1 802 446 dolarów amerykańskich (14 132 787 dolarów hongkońskich), a według danych Hong Kong Motion Picture Industry Association film do szóstego maja zarobił 13 913 420 dolarów hongkońskich i uplasował się na szóstym miejscu najbardziej dochodowych hongkońskich filmów w tym kraju w 2009 roku.

### Nagrody i nominacje
Źródło: IMDb
| Rok  | Nagroda                              | Kategoria                | Nominacja               | Wynik     |
| ---- | ------------------------------------ | ------------------------ | ----------------------- | --------- |
| 2010 | Hong Kong Film Award                 | Best Film                | Willie Chan, Solon So   | Nominacja |
| 2010 | Hong Kong Film Award                 | Best Director            | Derek Yee               | Nominacja |
| 2010 | Hong Kong Film Award                 | Best Action Choreography | Chin Ka-lok             | Nominacja |
| 2010 | Hong Kong Film Award                 | Best Cinematography      | Nobuyasu Kita           | Nominacja |
| 2010 | Hong Kong Film Critics Society Award | Film of Merit            | Film                    | Wygrana   |
| 2010 | Hong Kong Film Critics Society Award | Best Director            | Derek Yee               | Nominacja |
| 2010 | Hong Kong Film Critics Society Award | Best Screenplay          | Derek Yee, Chun Tin Nam | Nominacja |